# Halosaurus attenuatus
Espèce
Halosaurus attenuatus est une espèce de poissons téléostéens.